# Université pour femmes de Shoin

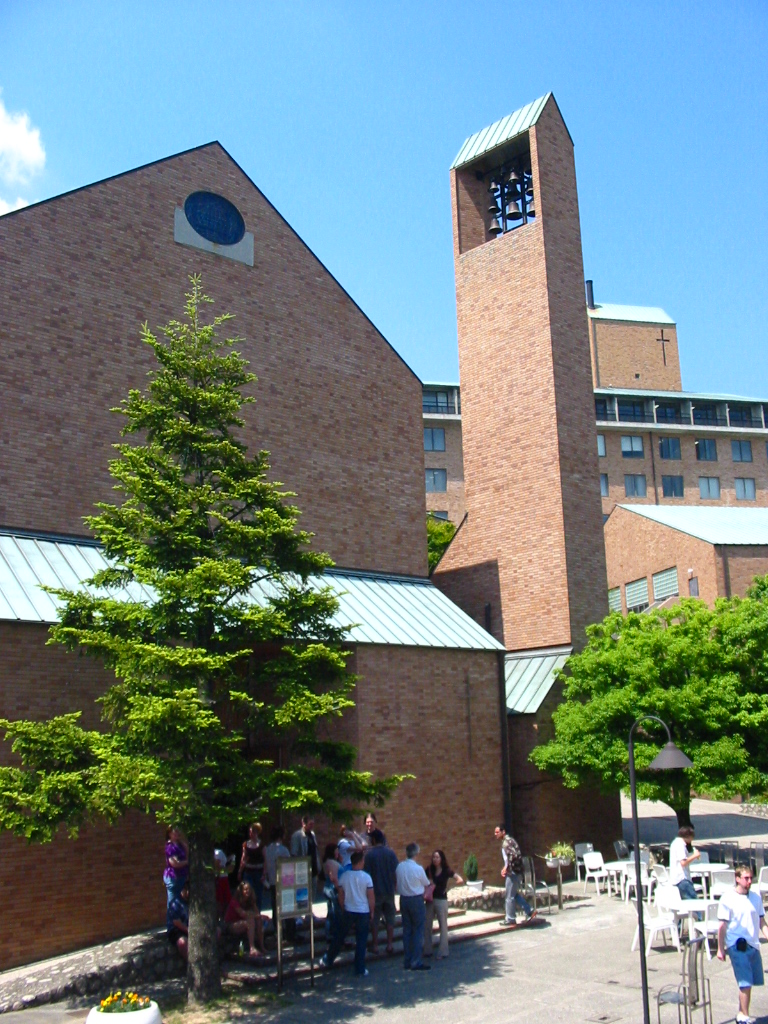
Campus principal

L'université féminine de Shoin est une université privée japonaise pour femmes située à Kōbe, située dans l'arrondissement de Nada.

## Historique
Fondée en 1892 par des missionnaires anglicans, elle maintient une affiliation avec l'Église anglicane japonaise, le Nippon Sei Ko Kai.

## Patrimoine
Sa chapelle accueille le Bach Collegium Japan, ensemble instrumental et vocal spécialisé dans le répertoire des œuvres de Jean-Sébastien Bach où Masaaki Suzuki enregistre plus de 200 cantates. 